# Villalba vasútállomás
Villalba vasútállomás egy vasútállomás Olaszországban, Szicília régióban, Caltanissetta megyében, Villalba településen. Forgalma alapján az olasz vasútállomás-kategóriák közül a bronz kategóriába tartozik.

## Vasútvonalak
Az állomást az alábbi vasútvonalak érintik:
- Madrid-Hendaya-vasútvonal
- Villalba-Segovia-Medina del Campo-vasútvonal